# Banca di Credito Cooperativo Vicentino
Banca di Credito Cooperativo Vicentino, nota anche come BCC Vicentino, è una banca di credito cooperativo con sede a Pojana Maggiore che opera a cavallo tra le province di Vicenza e Verona. È parte della Federazione Veneta BCC.

## Storia
La BBC Vicentino nasce il 13 settembre 1895 come Cassa Rurale di Prestiti ad opera del parroco e di 12 soci fondatori. Nel giro di un anno i soci sono già 122.
Negli anni la Cassa Rurale di Prestiti cambia denominazione e diventa Cassa Rurale ed Artigiana di Pojana Maggiore e successivamente prende il nome attuale Banca di Credito Cooperativo Vicentino.